# Релігія в Гонконгу

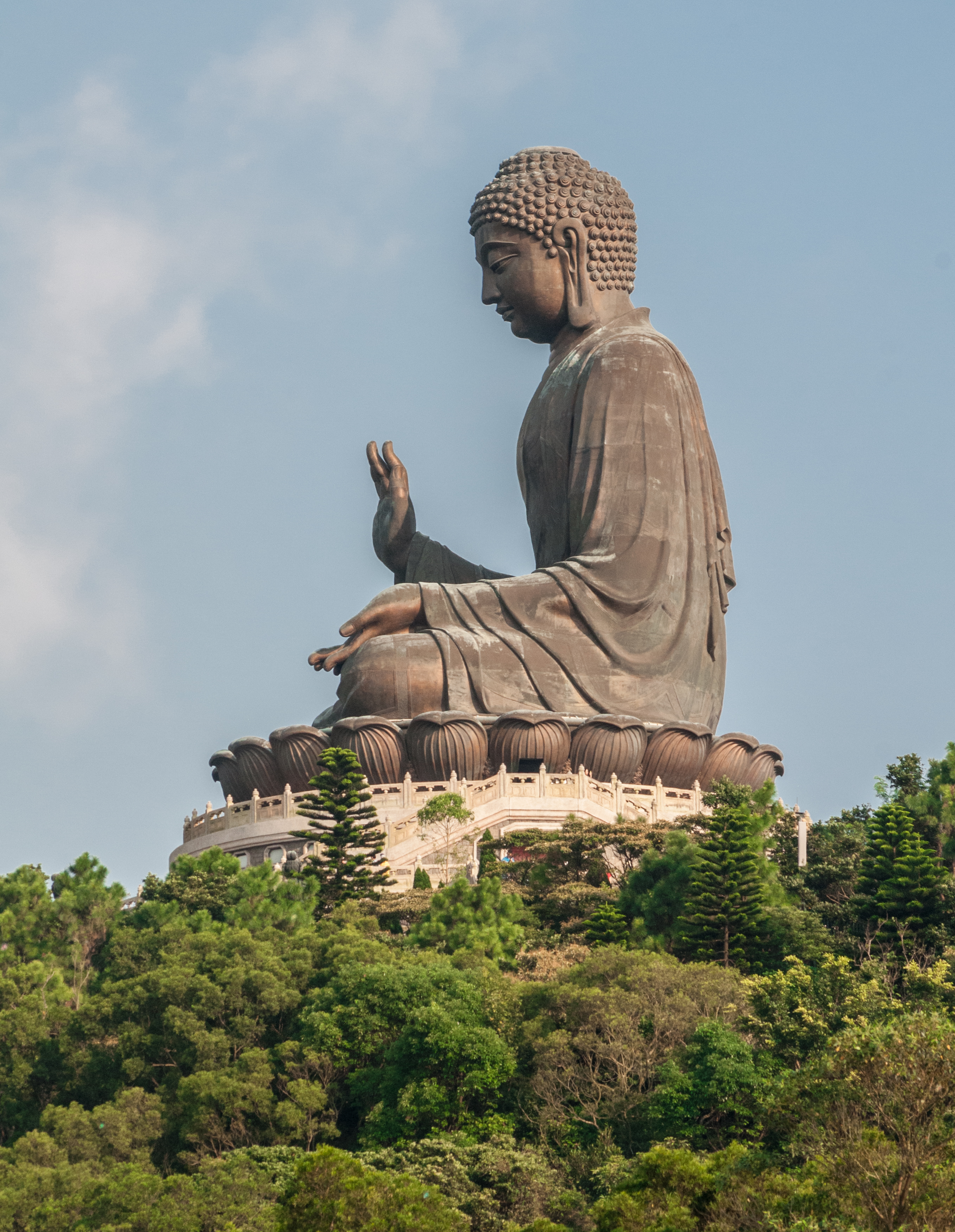
Бронзова статуя Будди на острові Лантау

Свобода віросповідання гарантована основним законом Гонконгу. Тут проживають представники різних релігій, зокрема буддизму, даосизму, християнства, ісламу, індуїзму, сикхізму. Таке розмаїття — наслідок багатонаціонального і мультикультурного суспільства в адміністративному районі, утвореного шляхом міграцій різних народів у Гонконг, а також багатою історією цього невеликого району.

## Буддизм і даосизм
Буддизм і Даосизм мають в Гонконзі значне число прихильників. Всього на території регіону розташовано більш 600 храмів. Історія деяких з них налічує більше 700 років, а деякі були побудовані в останні роки. Найбільш значні храми включають в себе Он-Тай-Сін, розташований в районі Коулун. Монастир По Лін на острові Лантау відомий своєю видатною статуєю Будди, що залучає безліч туристів. Зараз ця пам'ятка з'єднана з містом канатною дорогою Нгон Пін 360.

## Християнство

### Католицизм

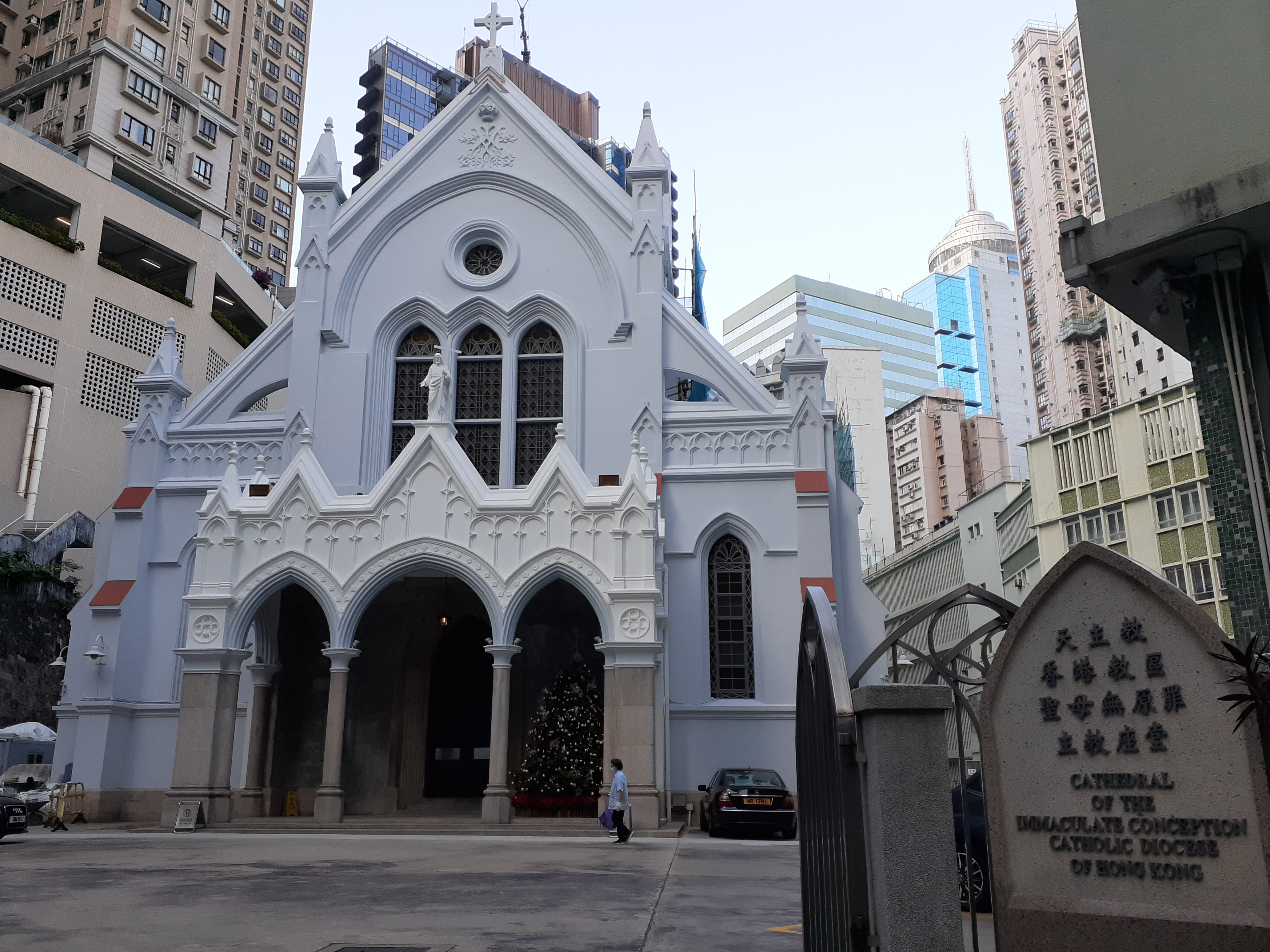
Католицький собор Гонконгу

Історія католицизму починається відразу після встановлення в районі Британської колонії. У 1841 році Григорій XVI створює тут апостольську префектуру, що включає в себе «Гонконг і прилеглі 6 ліг», незалежну від єпархії Макао, але яка керувалася  єпископом Макао. Основною необхідністю створення префектури було здійснення духовної допомоги британським солдатам (католиків-ірландців), розквартированим у новій колонії.
Незважаючи на те, що префектура функціонувала як місія, вона створювалася для того, щоб згодом стати єпархією. У перші 10 років місіонери активно будували церкви, школи, семінарії та благодійні установи для хворих, людей похилого віку та сиріт.
Першу церкву Гонконгу почали будувати вже в 1842. Вона була присвячена непорочному зачаттю, розширювалася в 1858-59 рр., проте 18 жовтня 1859 згоріла. У 1860 році була відновлена і освячена. (Дана церква — попередниця кафедрального собору Непорочного зачаття Гонконгу, який буде побудований в 1883 році на тому ж місці). У 1860 році на території префектури була розширена за кордон початкових шести ліг.
У 1874 році територія гонконгської префектури була розширена до вікаріатства, що було проміжним етапом перш ніж стати єпархією.
У 1883 році розпочато будівництво собору Непорочного зачаття, який буде відкритий в 1888 році.
11 квітня 1946 року Папа Пій XII оголосив всі вікаріатства Китаю єпархіями, це торкнулося і гонконзького вакариатства. Першим єпископом єпархії став Енріко Валторта.
З 15 квітня 2009 року єпископом Гонконгу є Іоан Тонг Хон.
Станом на 2016 рік близько 379 000 жителів Гонконгу є католиками, багато з них іммігранти з Філіппін.

### Протестантство
За даними уряду HKSAR, станом на 2016 рік у Гонконзі проживає близько 480 000 протестантів. Основні конфесії: Церква адвентистів сьомого дня, Англіканська церква, баптисти, лютерани, Церква Христа в Китаї, методисти, п’ятидесятники та Армія Спасіння.

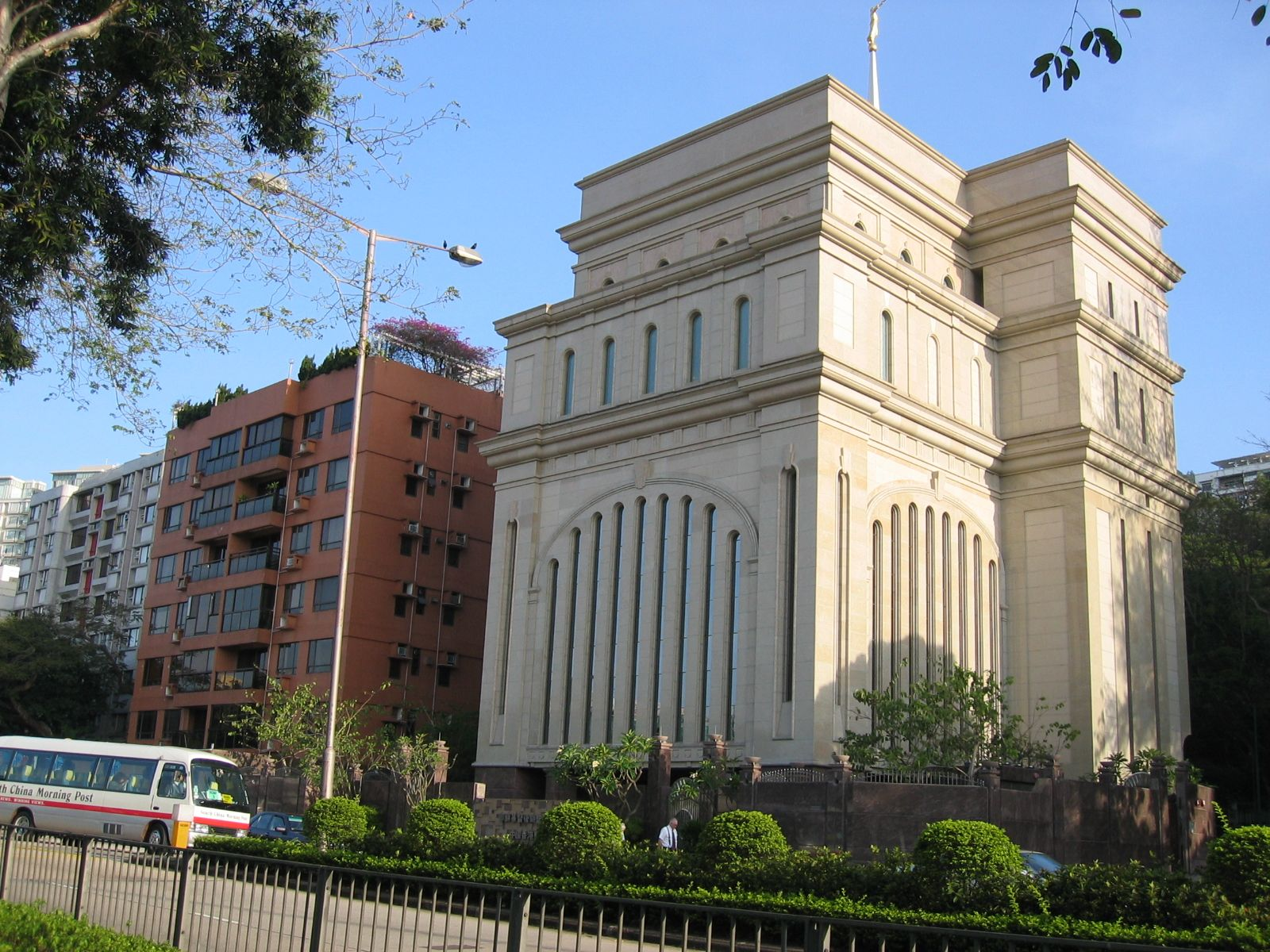
Храм Гонконгу Церкви Ісуса Христа Святих останніх днів

### Церква Ісуса Христа Святих останніх днів
У 2013 році Церква Ісуса Христа Святих останніх днів налічувала 22 500 зареєстрованих членів у Гонконзі. У 1996 був збудований Гонконгський китайський храм.

## Іслам

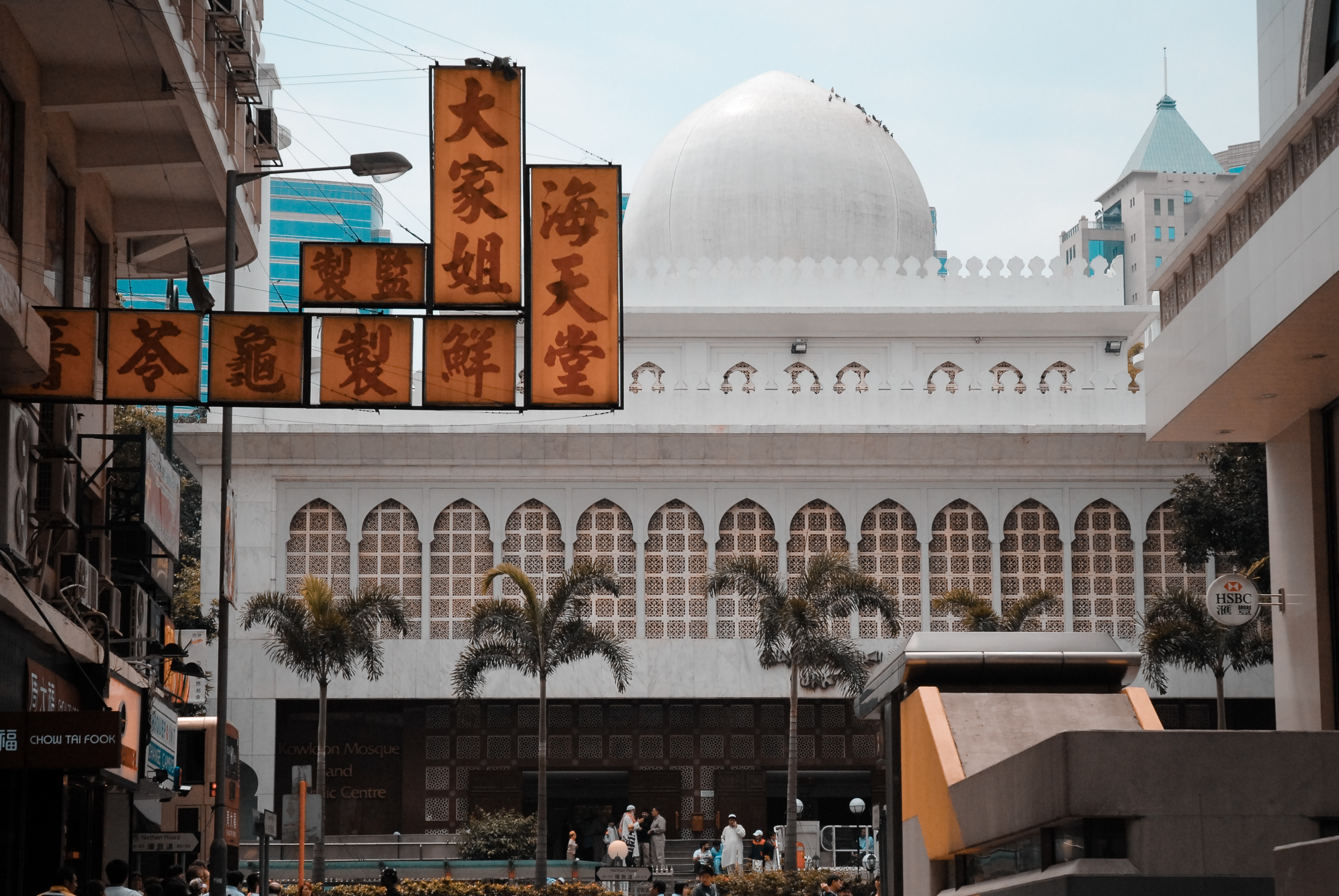
Ісламський центр, Коулун

У Гонконзі проживає близько 250 тис. мусульман (на 2009 рік), з них близько 120 тис. — вихідці з Індонезії. Більшість індонезійців — трудові мігранти, переважну частину їх складають жінки, які працюють у Гонконзі прислугою. Інші мусульмани — вихідці з Індії, Пакистану, Бангладешу. У Гонконзі існує мечеть та Ісламський центр.